# Métrolor

Logo actuel de Métrolor.

Métrolor, contraction de métropole et de Lorraine, est à la base le nom commercial donné à la desserte ferroviaire cadencée sur le sillon Mosellan entre Thionville, Metz et Nancy. Instaurée début 1970, c'est la première desserte régionale conventionnée d'envergure en France, et la première desserte périurbaine de qualité en dehors de l'agglomération parisienne créée dans l'après-guerre. Au départ, sa vocation est de donner de la cohérence à la métropole régionale virtuelle Metz-Nancy définie par la DATAR dans le cadre de sa politique de décentralisation naissante. Face à son succès, Métrolor inspire d'autres projets semblables ailleurs en France, et bien qu'à ses débuts financé par l'État exclusivement, marque le renouveau des transports ferroviaires régionaux et préfigure la naissance du concept du Transport express régional (TER) seize ans plus tard. Pratiquement oublié pendant les années 1990, la région Lorraine réanime la marque Métrolor pour la communication sur son réseau TER Lorraine à partir de 2002. 

## Métrolor, service cadencé sur Nancy - Thionville

### La genèse du projet

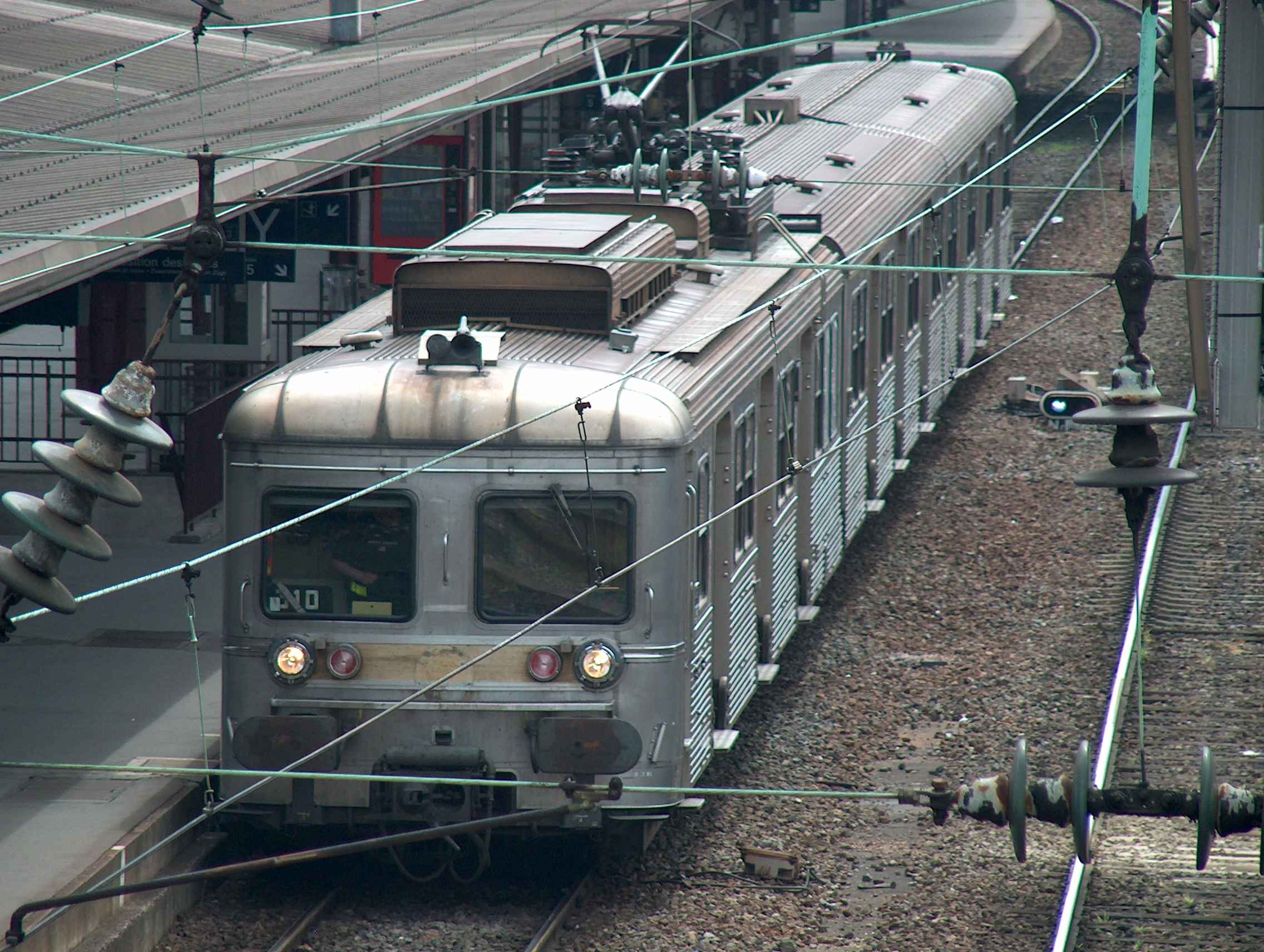
Rame Z 6300 en 2006 à Nancy

La DATAR, à la suite de sa création en date du 14 février 1963, avait défini huit métropoles régionales devant faire contrepoids à l'agglomération parisienne. Parmi ces pôles de croissance en province, deux étaient des axes entre deux villes : Nantes / Saint-Nazaire et Metz / Nancy. Cinq pôles ont été dotés d'Oréam, des administrations déconcentrées associées aux directions régionales de l'Équipement. Les fonctionnaires des Oréam venaient généralement d'être mutés depuis la capitale. Ils avaient comme mission d'élaborer un livre blanc et un schéma directeur. L'Oréam Lorraine, qui devait remplir de vie une métropole virtuelle, songe tout naturellement de créer un lien fort entre Metz et Nancy. C'est ainsi que vient l'idée d'instaurer un service de transport attractif, après l'abandon d'autres types de projets fédérateurs tels qu'un aérodrome et un grand stade. Au printemps 1967, l'Oréam Lorraine demande à la SNCF l'étude d'un service cadencé entre Thionville et Lunéville, via Metz et Nancy. Il s'avère alors impossible de faire circuler les trains au-delà de Nancy jusqu'à Lunéville, cette section de ligne étant tellement chargée que les sillons requis ne sont pas disponibles toutes les heures aux mêmes minutes. En même temps, l'Oréam n'a pas encore tranché entre un service ferroviaire et un service routier. C'est courant 1968 que les études penchent en faveur d'un service ferroviaire.
Dans un exposé de décembre 1968, le directeur général de la SNCF estime que les métropoles régionales verront se développer autour d'elles un trafic s'apparentant à celui de la banlieue parisienne. La SNCF n'est donc pas hostile à ce type de projet, contrairement au Conseil général de Meurthe-et-Moselle, qui retarde la mise en œuvre du projet. Certes, la desserte ferroviaire est déjà assez étoffée, mais il y a trop de ruptures de charge pour les déplacements entre deux villes sur le plan régional. En juillet 1969, pendant l'énorme vague de transferts de services régionaux sur la route entre 1969 et 1973, l'État et la SNCF passent un contrat-programme, qui consiste en fait d'un échange de lettres. Il prévoit, entre autres, que les collectivités territoriales puissent contribuer aux dépenses d'exploitation des services ferroviaires d'intérêt général, ou autrement combler les déficits engendrés par les dessertes maintenues ou instaurées à leur demande. Le premier cas de ce genre remontait toutefois à 1965 (service de rabattement sur le Capitole de Rodez à Brive).
Le projet de nouvelle desserte cadencée pour le sillon Mosellan porte d'ores et déjà le nom  « Métrolor » . Les Conseils régionaux n'existant pas encore, c'est l'État directement qui prend la décision de créer cette desserte. Il a l'accord du conseil général de la Moselle, qui toutefois veut limiter son engagement à une durée de deux ans, mais doit composer avec le refus persistant du Conseil général de Meurthe-et-Moselle. De ce fait, Métrolor ne peut se faire par une convention de financement signée par les deux départements, comme prévu par l'Oréam. Le ministère des transports et la DATAR créent donc Métrolor sans participation financière des collectivités territoriales. Le fait que le ministre des transports d'alors, Raymond Mondon, soit le maire de Metz, n'y est certainement pas étranger.

### Les débuts de Métrolor
Le coup d'envoi est finalement donné le 2 janvier 1970. Sont mis en circulation quatorze aller-retours Thionville - Nancy par jour de semaine, de 7 h 00 à 20 h 00, en 65 min avec quatre arrêts intermédiaires (Hagondange, Metz, Pagny-sur-Moselle et Pont-à-Mousson). L'offre de trains augmente ainsi de 50 % entre Metz et Nancy, et de 77 % entre Metz et Thionville. Malgré son caractère de service express, Métrolor est à l'époque considéré comme train omnibus, catégorie de trains vouée à une disparition prochaine aux yeux de la plupart des décideurs. Le succès est néanmoins au rendez-vous dès le début : La fréquentation dépasse de 30 % les prévisions les plus optimistes, avec 1,4 million de voyageurs et 56 millions de voyageurs-kilomètres en 1970. L'occupation moyenne des trains est de 91 personnes. 43 % des clients sont des voyageurs nouveaux qui auparavant ne prenaient pas le train. Cependant, seulement 14 % des clients ont délaissé leur voiture en faveur du train, les 29 % restants étant du trafic induit. Pendant le premier semestre 1971, l'occupation augmente de 10 %.
Le bilan financier de la première année de Métrolor est positif, présentant un excédant d'exploitation de 70 000 francs lors d'une analyse isolée de la nouvelle desserte. Or, 57 % des usagers ayant emprunté d'autres trains avant l'existence de Métrolor, ces trains ont subi une baisse de fréquentation, de sorte que le bilan financier global fait apparaître un déficit d'exploitation de 480 000 francs. Le succès de l'opération n'est cependant démenti par personne, si bien que le Conseil général de Meurthe-et-Moselle est désormais favorable à la reconduction de l'expérience après la fin du financement par l'État limité à une période de deux ans. Les conseils généraux de la Moselle et de Meurthe-et-Moselle adoptent donc le principe d'une convention avec la SNCF pour une durée de trois ans, allant de pair avec plusieurs améliorations. Le service sera maintenu pendant les vacances scolaires d'été et étendu sur les dimanches et jours fériés. Des trains supplémentaires en soirée seront proposés à l'occasion de certains spectacles. Un quinzième aller-retour est créé, ainsi que deux aller-retours en correspondance entre Lunéville et Nancy.

### Matériel affecté à Métrolor
Le début de l'exploitation se fait moyennant quatre segments de RIB 60 de trois voitures chacun, détachés provisoirement de la région parisienne, de 1970 à 1977. La traction est confiée à des BB 16500 équipées pour la reversibilité. Puis seront définitivement mis à disposition de la région Lorraine, sept rames RIB 70, nettement plus confortables grâce à leur suspension pneumatique, en lieu et place de la suspension mécanique des RIB 60. Six de ces sept rames seront profondément rénovées en 1990, avec bouclier cabine conducteur façon RRR et mise en place d'un convertisseur, ces rames prenant le nom de RIO 90.
Avec le prolongement de certaines missions Métrolor sur Luxembourg, un matériel plus varié est utilisé sur ces services. Entrent en jeu des Z 6300, des RRR, des Z2 (françaises et luxembourgeoises), des Caravelles, et pour quelques circulations entre Metz et Nancy, une rame Intercités ainsi que des rames plus anciennes de voitures UIC et/ou USI[réf. souhaitée].

### Enseignements tirés de Métrolor
Métrolor fut le premier cas de conventionnement d'une desserte ferroviaire régionale hors banlieue parisienne, et le premier cas d'une amélioration du service ferroviaire régional non issue de l'initiative de la SNCF. 
En 1973, l'expérience inspire une deuxième desserte améliorée en Lorraine, « Métro-Orne », entre Hagondange et Conflans - Jarny. 
L'année suivante, une importante enquête de trafic est menée à bord des trains Métrolor, qui fournit nombre de résultats intéressants. 
Depuis le début du projet, le trafic a augmenté de plus de 60 % entre Thionville et Metz, et de 30 % entre Metz et Nancy. 
On estime que ces augmentations sont dues à la forme linéaire de l'urbanisation, qui est tout aussi favorable à l'utilisation de l'autoroute, mais que la « spécialisation » progressive de Metz et Nancy a joué un rôle : les administrations régionales ont été installées à Metz avec la création du Conseil régional de Lorraine, alors que les services hospitaliers et universités ont été développés à Nancy. 
À la même période, le train est de plus en plus utilisé pour les déplacements domicile-travail, qui représentent 55 % des motifs de déplacement sur l'axe considéré en 1970, et 77 % 1974. Ce constat n'est en principe pas favorable à un trafic cadencé pendant toute la journée, étant donné la forte demande pendant les heures de pointe à laquelle il faut faire face. Une barrière psychologique de 30 min de trajet pour les déplacements domicile-travail apparaît, constituant sans doute l'un des facteurs expliquant l'absence de croissance du trafic entre Thionville et Nancy. Ce trajet de 87 km est trop pour que les abonnements hebdomadaires de travail s'appliquent, limités à 75 km. Il apparaît également que davantage de femmes prennent le train : elles représentent 46 % des voyageurs en 1974 contre 36 % en 1970. Enfin, la population rajeunit un peu, puisque 53 % des usagers ont moins de vingt-cinq ans, contre 48 % auparavant.
L'accès à la gare se fait lui le plus souvent à pied, dans 60 % des cas à Metz et Nancy et les usagers rejoignant la gare à pied proviennent pour la plupart d'un rayon de 700 m autour des gares. 
Des études dans d'autres villes françaises ont donné le même résultat pour des services ferroviaires d'une attractivité semblable. Ainsi, les 10-15 % de la population des villes habitant dans un rayon de 700 m autour des gares représentent les deux tiers des clients du chemin de fer dans ces villes. C'est sans doute en raison de l'éloignement des usines des gares que le pourcentage des ouvriers parmi les usagers de Métrolor a diminué entre 1970 et 1974. Toutes les personnes ayant pris l'habitude de prendre Métrolor pour leurs déplacements domicile-travail depuis 1970 sont restées fidèles au train, à moins qu'elles n'aient déménagé. Au contraire, tous les autres nouveaux clients de Métrolor gagnés pour le train en 1970 n'étaient plus parmi les clients en 1974. Le premier choc pétrolier s'est par ailleurs traduit par une augmentation de la fréquentation de Métrolor de 15 % début 1974.

### Influences sur le développement dans les autres régions
En dépit de ces analyses approfondies, quelques conclusions hâtives ont été tirées de l'expérience Métrolor, négligeant l'influence de certains facteurs, tels que la modernité du matériel, les conditions économiques et les offres promotionnelles, mais aussi les constellations locales particulières. Pas tous les corridors desservis par une ligne de chemin de fer ont les mêmes potentiels de croissance que le sillon Mosellan, avec sa densité de population importante et son tissu économique dense. La tendance est de penser que toute amélioration du service ferroviaire régional sera couronné d'un succès commercial autant que financier. Métrolor est ainsi copié plusieurs fois dans la décennie qui suit, plus ou moins bien. Parfois l'expérience se conclut par un échec. À l'échelle de la Lorraine, c'est le cas « Métro-Orne » en 1973, alors que « Métrovosges » en 1975/76 s'avère plus concluant.
Ailleurs en France, on peut citer les projets suivants : 
- Métrazur entre Cannes, Nice et Menton (1970, pendant les vacances d'été seulement, avec le matériel de Métrolor)[a 8] ;
- Métroloire entre Tours, Blois et Orléans (1972)[a 9] ;
- Métrodunes entre Calais et Dunkerque (1975-1977)[a 10] ;
- Stélyrail (1976)[a 11] ;
- TCR (Transport collectif regional) région Nord-Pas-de-Calais (1978)[a 12] ;
- Métralsace entre Strasbourg et Mulhouse (1980)[a 13].

## Métrolor, marque pour le TER Lorraine

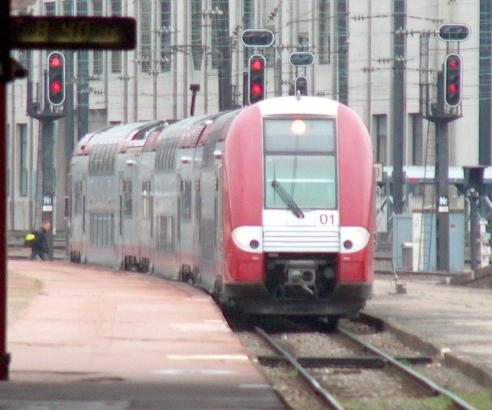
Une rame luxembourgeoise entre en gare de Metz, venant de Nancy.

En novembre 2002 le nom Métrolor est repris par la région Lorraine pour désigner l'ensemble du service ferroviaire régional TER Lorraine, englobant également les dessertes transfrontalières vers Luxembourg-ville et Sarrebruck. Un logo jaune et rouge, reprenant des éléments de celui de la région, est alors dessiné.

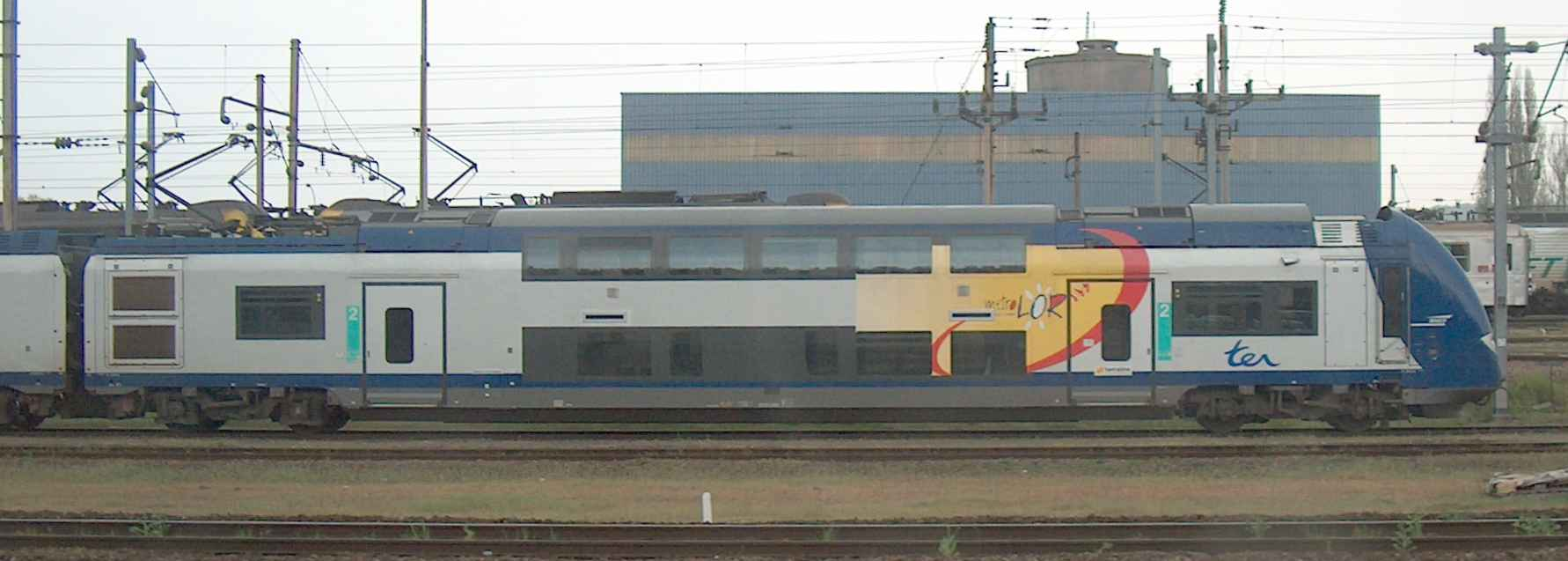
Une des nouvelles rames françaises Z 24500 au dépôt de Thionville